# Marie Allo
Marie Louise Angélique Nelly Allo est une écrivaine française née le 30 septembre 1866 à Quintin (Côtes-d'Armor) et morte 11 février 1948 dans la même commune où elle est inhumée.

## Biographie
Fille de Louis-François-Marie Allo (1840-1911), médecin, et de Marie-Anne Duval-Desvallée (1842-1900), elle a publié des recueils de poésie, des récits folkloriques et des pièces de théâtre : Thomas-Coz, Thomas-Bihan, Vieille Eli Boubane. 
Marie Allo habitait avec la poétesse Mathilde Delaporte au 3 et 5 rue Notre Dame à Quintin dans une maison sur laquelle une plaque commémorative a été apposée en 1952. 